# フレッシュ・ゴードン Space Wars
『フレッシュ・ゴードン Space Wars』（Flesh Gordon）は、1974年に制作されたアメリカ合衆国の映画。『フラッシュ・ゴードン』のポルノ・パロディ版。
日本配給はジョイパックフィルムが行い、1978年3月に公開された。日本公開にあたって「Space Wars」の副題が付けられている、ビデオ題は『フレッシュ・ゴードン』である。

## ストーリー
地球から遠く離れた惑星ポルノを支配している邪悪な皇帝ワンは地球に向けて「セックス光線（sex ray）」を照射 地球人を性交狂にしてしまおうとしていた この危機を察知したゴードン教授はアイスホッケーの選手として海外遠征中の息子フレッシュを呼び戻すが、フレッシュの乗った飛行機はセックス光線を浴び、乗員・乗客は乱交を始めてしまう。どうにか脱出したフレッシュと乗り合わせていた女性デールは森の中でフレクシー博士に襲われる フレクシー博士もまたワンによる危機を察知し、これに対抗すべくポコチン・ロケット（phallic rocket）を開発していたが、フレッシュとデールがポコチン・ロケットを奪いに来たものだと勘違いしていたのだった 事情を知ったフレクシー博士はフレッシュに協力を依頼すると、3人はポコチン・ロケットで惑星ポルノに向けて飛び立った。
ワンの配下の宇宙戦闘機と交戦になり、ポコチン・ロケットは惑星ポルノに不時着。3人が避難した洞窟には怪獣ペニサウルス（Penisauruses）がいて3人に襲い掛かってきた 逃げ惑う3人はワンの兵士に捕らえられ、ワンのもとへと連れて行かれる。
デールはワンの妻に、フレクシー博士はワンの国のための研究に就かされ、フレッシュは獣と戦わされることになった。だがその時魔神ペガサスが現れる ペガサスはデールを捕らえて弄る

## キャスト
- フレッシュ・ゴードン：ジェイソン・ウィリアムズ
- デール：スザンヌ・フィールズ
- フレクシー博士：ジョセフ・ハジンス
- ワン：ウィリアム・ハント
- ゴードン教授：ジョン・ホイト
- クレイグ・T・ネルソン（声の出演・クレジットなし）[2]